# Schlacht bei Racławice
Racławice •
Warschauer Erhebung •
Wilnaer Erhebung •
Niemenczyn •
Polany •
Lipniszki •
Szczekociny •
Chełm •
Soły •
Kurlander Erhebung •
Gołków •
Raszyn •
Kolno •
Błonie •
Warschau (1) •
Sałaty •
Słonim •
Lubań •
Krupczyce •
Terespol •
Großpolnische Erhebung •
Łabiszyn •
Bydgoszcz •
Maciejowice •
Kobyłka •
Praga •
Warschau (2)

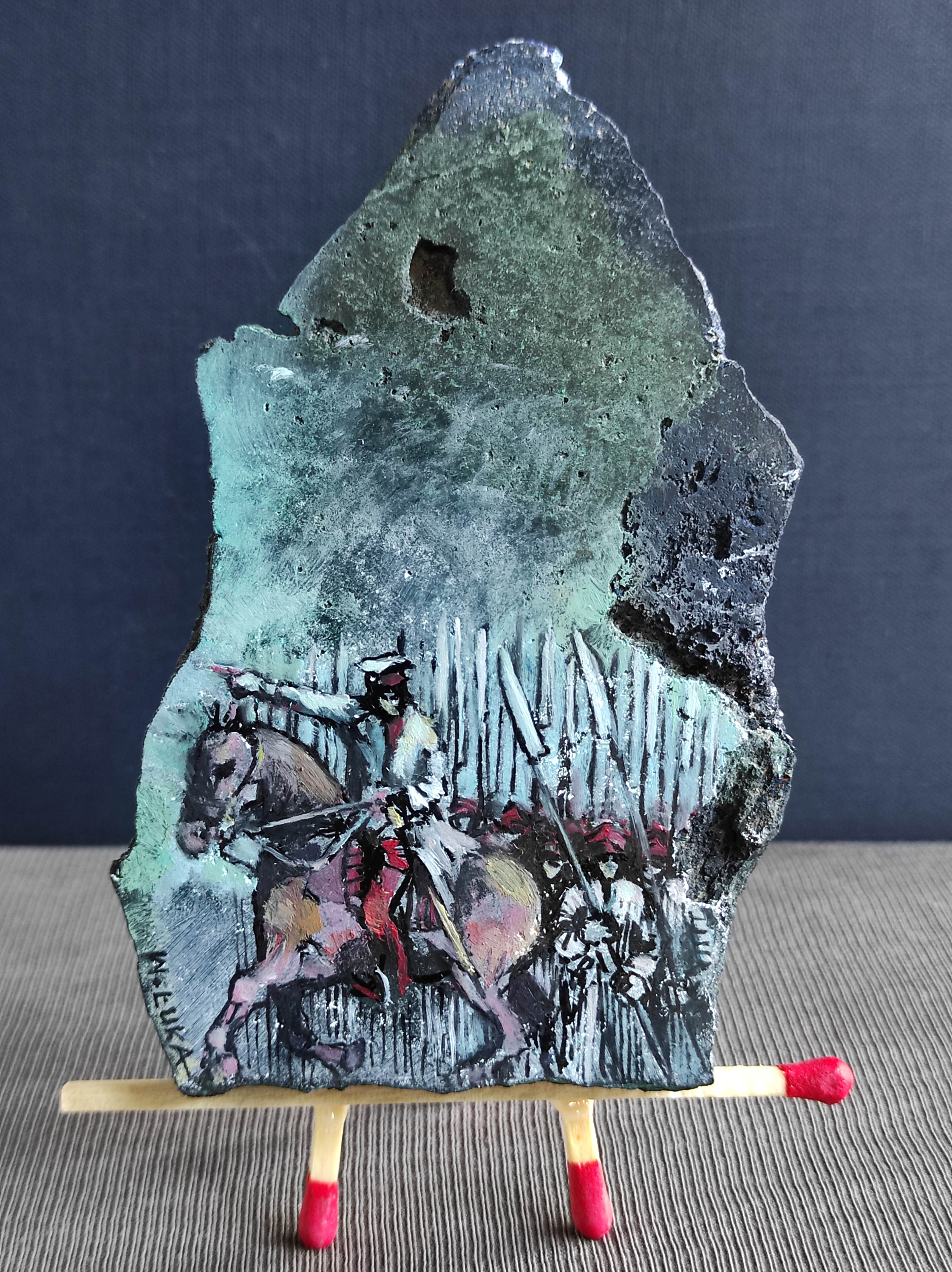
Die Schlacht von Racławice, Historiengemälde von Wojciech Łuka (2023), 132 × 77 mm, Ölgemälde auf Malachitbasis - Lapislazuli

Die Schlacht von Racławice fand am 4. April 1794 in der Nähe des Dorfes Racławice in Kleinpolen statt. Sie war eine der ersten Auseinandersetzungen zwischen den Streitkräften Russlands und Polens während des Kościuszko-Aufstands.

## Truppenstärke und Zusammensetzung
Die polnischen Streitkräfte unter Befehl von Tadeusz Kościuszko waren relativ klein. Sie umfassten nur sieben Bataillone Linieninfanterie, insgesamt 1400 Soldaten, 24 Schwadronen Husaren, zusammen 960 Kavalleristen, und zwei Reiterschwadronen des Herzogs von Württemberg, 80 Mann. Zu dieser Armee von etwa 2400 Mann stießen Verstärkungen, die von der Provinz Kleinpolen aufgestellt worden waren: Elf Geschütze und 1920 ortsansässige Bauern, die nur mit Kriegssensen und Piken bewaffnet in den Kampf zogen.
Ihnen standen die russischen Truppen gegenüber, bestehend aus sechseinhalb Bataillonen Infanterie, 1700 Mann, 22 Reiterschwadronen und 120 Kosaken, insgesamt 1200 Kavalleristen, und zwölf Kanonen.

## Schlachtverlauf
Die militärisch überlegenen Truppen des russischen Generals Tormassow eröffneten die Schlacht und griffen die polnischen Linien frontal an. Die russischen Soldaten rückten dabei in dichten tiefgestaffelten Reihen vor. Diese Taktik ermöglichte es, kontinuierlich vorzurücken und die gegnerischen Reihen dauerhaft unter Feuer zu halten, war jedoch nicht flexibel und behinderte das Manövrieren. Kościuszko hingegen ließ seine Polen aus der Deckung schießen und nutzte geschickt die Vorteile, die das Terrain bot.
Während die Hauptstreitkräfte so aufeinander trafen, umging Kościuszko an der Spitze seiner Bauernsoldaten die russische Flanke und fiel jenen überraschend in den Rücken, wobei er auf einen Schlag die gesamte russische Artillerie eroberte. 
Die polnischen Truppen waren schlussendlich jedoch zu schwach, um die Russen zu verfolgen und aus Kleinpolen zu vertreiben.

## Folgen der Schlacht
Aufgrund der geringen Truppenstärken hatte die Schlacht von Racławice nur eine rein taktische Bedeutung. Kościuszko konnte die russische Armee nicht aus Polen vertreiben. Nicht zu unterschätzen ist aber die psychologische Wirkung dieses Sieges, der die restlichen Teile Polens zum Aufstand ermutigte. Beim folgenden Aufstand in Warschau konnten die russischen Truppen zum Abzug aus der Stadt gezwungen werden.
Schlussendlich unterlag Polen aber den Armeen von Russland und Preußen. 1795 kam es zur Dritten Polnischen Teilung.

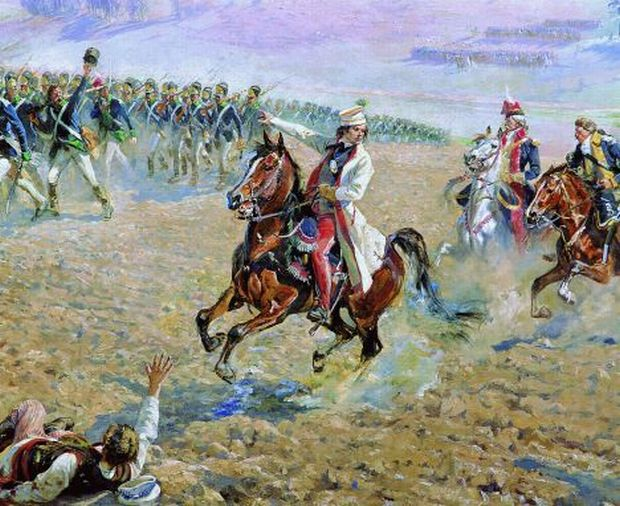
Ausschnitt aus dem Panoramabild der Schlacht bei Racławice von Ludwig Boller

Zum 100-jährigen Jubiläum des Sieges wurde im Jahre 1894 in Lemberg ein riesiges Panorama-Gemälde gemalt, das nach dem Zweiten Weltkrieg nach Breslau verlegt wurde.